# Iztok Škornik
Iztok Škornik, slovenski publicist in ornitolog, * 13. september 1964, Koper.

## Življenjepis
Iztok Škornik se je rodil leta 1964 v Kopru. Na Slovenskem in v tujini ga poznajo predvsem kot ornitologa in naravovarstvenika. V svojem bogatem naravoslovnem obdobju, se je kar tri desetletja posvečal Sečoveljskim solinam, in se jim še danes;  v Krajinskem parku Sečoveljske soline je namreč zaposlen kot naravovarstveni nadzornik in strokovni sodelavec za naravovarstveni monitoring. Je avtor številnih poljudnih in strokovnih del s področja naravoslovja in naravovarstva. Znan je kot naravoslovni fotograf, ki je v Slovenijo “zanesel” digiskopijo. Njegove fotografije so objavljene v številnih domačih in tujih publikacijah. Objavili so jih tudi v reviji National Geographic.
Leta 1984 je kot študent prejel Kavčičevo nagrado, ki jo od leta 1984 podeljuje Prirodoslovno društvo Slovenije (PDS), z namenom spodbujanja mladih piscev za objavo prispevkov v reviji Proteus. Je dvakratni prejemnik nagrade zlati legat za najboljše delo s področja ornitologije v Sloveniji. Leta 1998 jo je s soavtorjema T. Makovcem in L. Lipejem prejel za delo »Ekološko ovrednetenje in varovanje pomembnih ptic Sečoveljskih solin«. Za najboljše delo, objavljeno v letu 2012, pa mu je bila nagrada podeljena za delo "Favnistični in ekološki pregled ptic Sečoveljskih solin". Metina Lista je v aprilski izdaji uvrstila znanstveni prispevek "The sea level rise impact on four seashore breeding birds: the key study of Sečovlje Salina Nature Park" avtorjev D. Ivajnšiča, L. Lipeja, I. Škornika in M. Kaligariča, ki je bil objavljen v ugledni reviji Climatic Change med TOP objave slovenskih znanstvenic in znanstvenikov, septembra 2017 pa so članice in člani Znanstvenoraziskovalnega sveta ARRS za naravoslovje uvrstili ta znanstveni prispevek v izbor Odlični v znanosti 2017.

## Dela

### Monografije
- ŠKORNIK, Iztok (avtor, fotograf). Sto slovenskih ptic. 1. izd. Ljubljana: Modrijan, 2006. 263 str., ilustr. ISBN 961-241-113-1. [COBISS.SI-ID 228208896]
- ŠKORNIK, Iztok (avtor, fotograf, kartograf), GOGALA, Andrej (avtor, fotograf). Spoznajmo soline. 1. izd. Portorož: Soline, 2008. 160 str., ilustr. ISBN 978-961-91550-0-4. [COBISS.SI-ID 242137344]
- Favnistični in ekološki pregled ptic sečoveljskih solin = Faunistic and ecological survey of birds in the Sečovlje Salina. 1. izd. Seča: Soline Pridelava soli, 2012. 279 str., ilustr. ISBN 978-961-91550-7-3. [COBISS.SI-ID 260114944]
- Dogodivščine male Emi (Soline Pridelava soli, 2024). (COBISS)

### Znanstveni in strokovni prispevki (izbor)
- ŠKORNIK, Iztok, KOREN, Brane. Important bird species in Sečovlje salina nature park. V: DENAC, Damijan (ur.), SCHNEIDER-JACOBY, Martin (ur.), ŠTUMBERGER, Borut (ur.). Adriatic flyway : closing the gap in bird conservation. Radolfzell: Euronatur Foundation, 2010. Str. 187. ISBN 978-3-00-032626-4. [COBISS.SI-ID 155000067]
- VRANJEŠ, Matej (urednik), ŠKORNIK, Iztok (urednik), SANTI, Stefano (urednik), COSTA, Massimiliano (urednik). Climate change and management of protected areas : studies on biodiversity, visitor flows and energy efficiency. 1st ed. Portorož: Soline Pridelava soli; Bled: Triglav National Park, 2013. 260 str., ilustr. ISBN 978-961-91550-8-0. [COBISS.SI-ID 268809472]
- IVAJNŠIČ, Danijel, LIPEJ, Lovrenc, ŠKORNIK, Iztok, KALIGARIČ, Mitja. The sea level rise impact on four seashore breeding birds: the key study of Sečovlje Salina Nature Park. Climatic change. 2017, vol. 140, iss. 3-4, str. 549-562, ilustr. ISSN 0165-0009. DOI: 10.1007/s10584-016-1854-3. [COBISS.SI-ID 4117071]
- ŠKORNIK, Iztok, SOVINC, Andrej. Securing a favourable ecological status of species and habitats in traditional salinas : visitor management and salt-production in Sečovlje Salina Nature Park, Slovenia. V: SACKL, Peter (ur.), FERGER, Stefan W. (ur.). Adriatic Flyway - bird conservation on the Balkans : proceedings of the Second Adriatic Flyway Conference in Durrës, Albania, 1 - 3 October 2014. [Radolfzell]: EuroNatur, 2017. Str. 81-95, ilustr. ISBN 978-3-00-055897-9. [COBISS.SI-ID 1540291268]
- SVETLIČIĆ, Ida, KRALJ, Jelena, MARTINOVIĆ, Miloš, TOME, Davorin, BASLE, Tilen, BOŽIČ, Luka, ŠKORNIK, Iztok, JURINOVIĆ, Luka, GALOV, Ana. Mitochondrial DNA control region diversity in Common Terns Sterna hirundo from Slovenia and Croatia = Raznolikost kontrolne regije mitohondrijske DNK pri navadni čigri Sterna hirundo iz Slovenije in Hrvaške. Acrocephalus : glasilo Društva za opazovanje in proučevanje ptic Slovenije. [Tiskana izd.]. 2019, letn. 40, št. 180/181, str. 69-78, ilustr. ISSN 0351-2851. Digitalna knjižnica Slovenije - dLib.si, DOI: 10.1515/acro-2019-0004. [COBISS.SI-ID 50293763]
- ŠKORNIK, Iztok. 37 let gnezdenja navadne čigre Sterna hirundo v Sečoveljskih solinah=37 years of Common Tern Sterna hirundo breeding at Sečovlje Salina. Acrocephalus : glasilo Društva za opazovanje in proučevanje ptic Slovenije. [Tiskana izd.]. 2019, letn. 40, št. 180/181, str. 105-112, ilustr. ISSN 0351-2851. Digitalna knjižnica Slovenije - dLib.si. [COBISS.SI-ID 88645635]
- IVAJNŠIČ, Danijel, ŠKORNIK, Iztok, KALIGARIČ, Mitja, LIPEJ, Lovrenc. Vpliv podnebnih sprememb na gnezdenje obrežnih ptic = Climate change impact on seashore-breeding birds. V: IVAJNŠIČ, Danijel (ur.), et al. Primeri prostorskih analiz vplivov podnebnih sprememb : monografija v okviru projekta Preprečevanje toplotnega stresa v urbanih sistemih v luči podnebnih sprememb (ARRS J7-1822). 1. izd. Maribor: Univerza v Mariboru, Univerzitetna založba, 2022. Str. 123-159, ilustr. ISBN 978-961-286-645-7. https://press.um.si/index.php/ump/catalog/view/681/968/2446-2, Digitalna knjižnica Univerze v Mariboru – DKUM, DOI: 10.18690/um.fnm.8.2022.6, DOI: 20.500.12556/DKUM-88732. [COBISS.SI-ID 120096259]
- KOVAČ, Nives, HAUPTMAN, Žan, DOLENEC, Matej, ŠKORNIK, Iztok, ROGAN ŠMUC, Nastja. Translocation signatures of major elements in halophytes from hypersaline environments : the case study from Sečovlje Salina (Republic of Slovenia). Journal of soils and sediments : protection, risk assessment and remediation. str. 1-14. ISSN 1439-0108. Repozitorij Univerze v Ljubljani – RUL, DOI: 10.1007/s11368-023-03654-0. [COBISS.SI-ID 165386243]